# Розариу-ду-Сул
Розариу-ду-Сул (порт. Rosário do Sul) — город и муниципалитет в Бразилии, входит в штат Риу-Гранди-ду-Сул. Составная часть мезорегиона Юго-запад штата Риу-Гранди-ду-Сул. Входит в экономико-статистический микрорегион Кампанья-Сентрал. Население составляет 39 500 человек на 2007 год. Занимает площадь 4 466 км². Плотность населения — 8,1 чел./км².
Праздник города — 19 апреля.

## История
Город основан 19 апреля 1876 года.

## Статистика
- Валовой внутренний продукт на 2003 составляет 299.732.639,00 реалов (данные: Бразильский институт географии и статистики).
- Валовой внутренний продукт на душу населения на 2003 составляет 7.258,15 реалов (данные: Бразильский институт географии и статистики).
- Индекс развития человеческого потенциала на 2000 составляет 0,769 (данные: Программа развития ООН).